# John F. Kennedy (Schiff, 1968)
USS John F. Kennedy (CV-67) war ein Flugzeugträger der United States Navy. Das Schiff ist eine stark modifizierte Version der Kitty-Hawk-Klasse und wird deshalb von der Navy als eigene (Einschiff-)Klasse geführt. Das Schiff war ursprünglich als Flugzeugträger für offensive Luftkampfoperationen (CVA) klassifiziert, die Klassifikation wurde aufgrund seiner Fähigkeit, sich selbst gegen U-Boote (ASW) verteidigen zu können, in CV geändert. Die John F. Kennedy stand von 1967 bis zur vorzeitigen Außerdienststellung 2007 bei der US-Marine im Einsatz.

## Technik

### Rumpf
Der Rumpf des Flugzeugträgers ist an der Wasserlinie 302 Meter lang und 39,6 Meter breit, die Länge über alles beträgt 320,5 Meter. Das Flugdeck hat eine maximale Breite von 82,4 Metern. Bei 10,9 Metern Tiefgang beträgt die Verdrängung 87.000 Standardtonnen. Das Flugdeck befindet sich 19,6 Meter über der Wasserlinie.

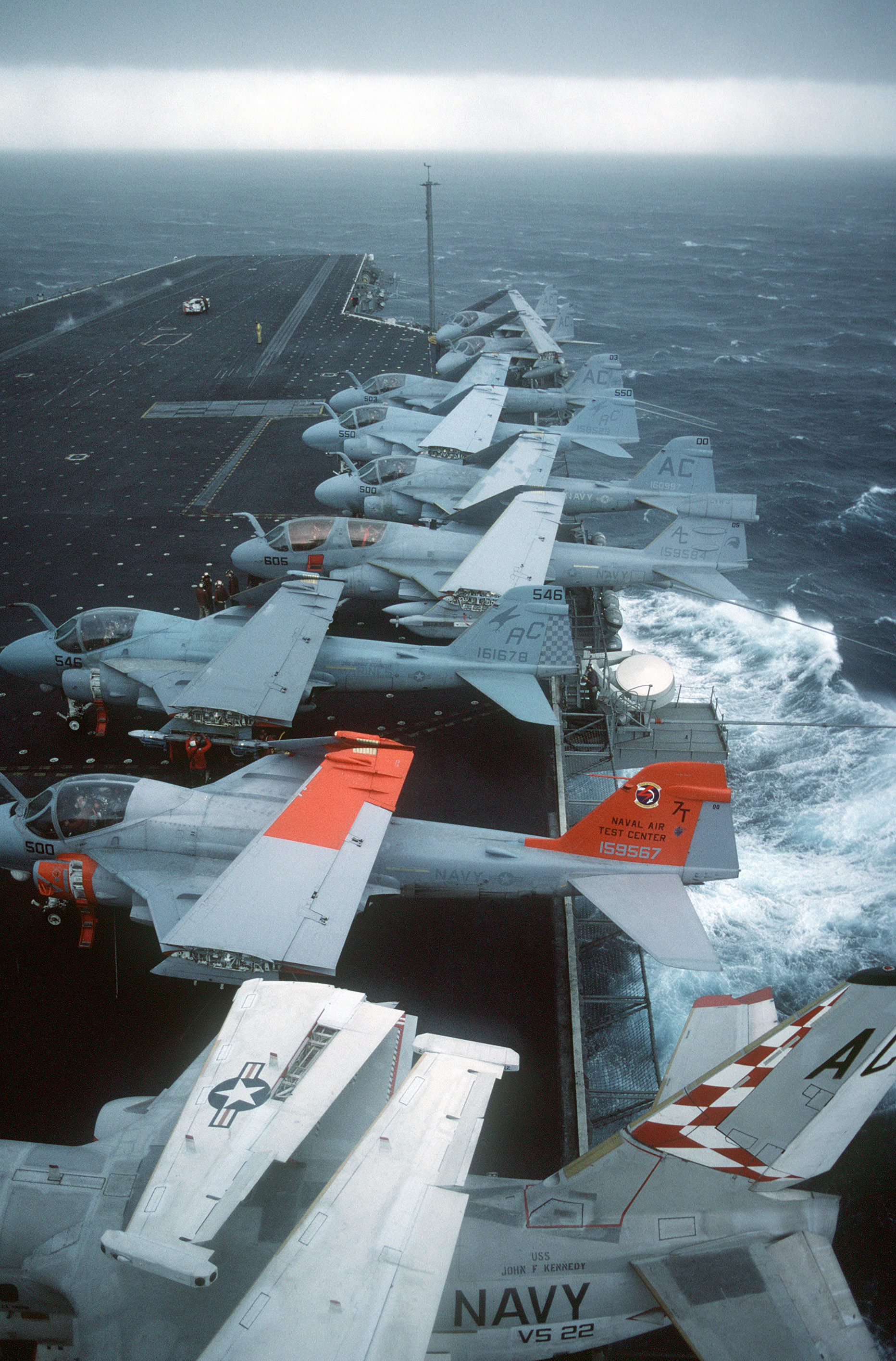
Blick auf das vordere Flugdeck

#### Flugdeck
Bei einer Länge von 320 Metern und einer Breite von 82 Metern ist das gesamte Flugdeck der John F.  Kennedy etwa 19.000 m² groß. Es verfügt über vier Katapulte (zwei am Bug, zwei auf dem abgewinkelten Landedeck) sowie vier Fangseilanlagen. Die Abschlusskante des Landedecks ist im Gegensatz zu den Vorgängern abgeschrägt. Die Anordnung der Aufzüge wurde von den Kitty Hawks übernommen, drei befinden sich steuerbordseitig (einer hinter, zwei vor der Insel), ein Aufzug befindet sich backbords am achteren Ende der Landebahn.

#### Insel
Die Insel, die Schiffs- und Flugzeugführung beherbergt, ist etwa 12 Meter breit und 36 Meter lang. Achtern der Insel befindet sich ein freistehender Mast, der weitere Radaranlagen trägt. Die hintere Hälfte der Insel nimmt der Schornstein ein, der Auslass wurde nach außen abgewinkelt, um Sichtbehinderungen der anfliegenden Flugzeuge zu vermeiden. An der Vorderkante der Insel befinden sich in 34 Metern Höhe über der Wasserlinie die Kommandobrücke zur Schiffsführung, darüber die Admiralsbrücke. Auf der Innenseite der Insel befindet sich zuoberst das Flugkontrollzentrum zur Überwachung der startenden und landenden Trägerflugzeuge. Den Abschluss der Insel bildet ein einzelner Mast, dessen Spitze sich 58 Meter über dem Wasser befindet.
Ein besonderes Merkmal dieser neuen Klasse ist, dass die Insel sich viel weiter am Heck befindet. Dadurch können mehr Flugzeuge starten und landen, weil mehr Parkraum zur Verfügung steht.

### Antrieb
Gemäß der ursprünglichen Planung sollte das Schiff einen Kernenergieantrieb erhalten; er wurde jedoch aus Kostengründen verworfen. So erhielt sie wie auch die Kitty-Hawk-Träger einen konventionellen Dampfantrieb mit vier Getriebeturbinen, die ihren Dampf aus acht Kesseln mit 82 bar beziehen. Die Gesamtleistung von 280.000 Wellen-PS wird auf vier Wellen mit je einer Schraube übertragen.

### Bewaffnung
Wurde bei der Enterprise die Terrier-Lenkwaffenanlage lediglich aus Kostengründen weggelassen, so verzichtete man beim Bau der John F. Kennedy ohne Zwang darauf, da die Luftabwehr durch lenkwaffenbestückte Begleitschiffe besser übernommen werden konnte. Bei Indienststellung war sie daher vollkommen unbewaffnet, Anfang der 1970er Jahre erhielt sie dann aber drei Starter für ein radargesteuertes Flugabwehrsystem vom Typ RIM-7 Sea Sparrow. Anfang der 1980er Jahre wurden zusätzlich drei Phalanx-Nahbereichsverteidigungssysteme zur Raketenabwehr installiert.

### Elektronik
Der Flugzeugträger verfügte von Beginn an über ein SPS-48-high-finder-Radar auf dem freistehenden Mast. Das SPS-43-2D-Radar über der Brücke wurde 1980 durch ein SPS-49 ersetzt. Die Feuerleitung der Sea Sparrows übernahmen ab 1980 sechs Mk 91-Feuerleitradare. Auf dem Mast auf der Insel befanden sich zudem noch Navigationsradare sowie Antennen für die Elektronische Kampfführung. Analog zur America erhielt die John F. Kennedy Raum für ein SQ-23-Sonar, das aber dann nicht installiert wurde. Zur Verteidigung gegen anfliegende Raketen verfügt sie außerdem über zwei Düppelwerfer.

## Geschichte

### Bau und Erprobung
Bezahlt aus dem Etat des Jahres 1963, wurde das Schiff am 22. Oktober 1964 auf Kiel gelegt, der Stapellauf des Trägers fand am 27. Mai 1967 statt. Am 7. September 1968 stellte die U.S. Navy die John F. Kennedy in Dienst. Die Baukosten des Schiffs betrugen zwischen 277 und 288 Mio. US-Dollar. Die Jungfernfahrt unternahm sie im Mittelmeer.

### Dienstzeit

#### 1970er und 1980er Jahre

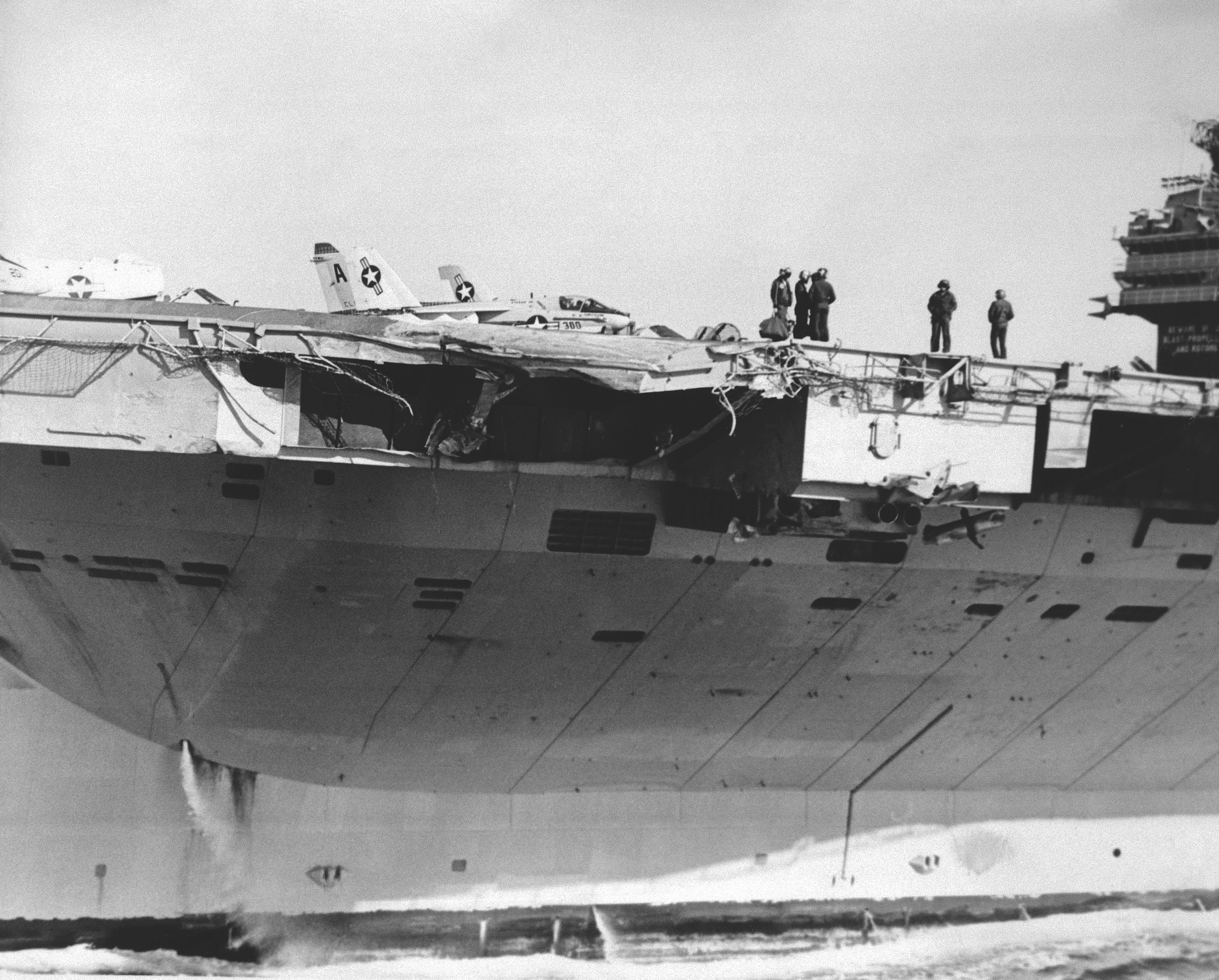
Schaden am Flugdeck der JFK nach der Kollision mit der Belknap

Die Jungfernfahrt und einige ihrer folgenden Reisen in den 1970er Jahren führte sie ins Mittelmeer, um in der sich ständig verschlechternden Situation im Nahen Osten besser reagieren zu können. Ebenfalls in den 1970er Jahren wurde sie aufgerüstet, um auch die F-14 Tomcat und die S-3 Viking an Bord nehmen zu können. Bei einer Kollision im Jahr 1975 mit dem Lenkwaffenkreuzer Belknap starben ein Seemann der John F. Kennedy und sieben der Belknap, deren Aufbauten komplett niederbrannten. 1978 wurde das Schiff seiner ersten Generalüberholung unterzogen, die ohne Zwischenfälle ein Jahr später abgeschlossen wurde.
1978 gab es Überlegungen, den für das Finanzjahr ’79 anstehenden Träger (Kennnummer 71) nach dem Entwurf der John F. Kennedy zu bauen, was damals ungefähr 1,6 Milliarden US-Dollar gekostet hätte und den Forderungen der Carter-Regierung nach einem „günstigen“ Flugzeugträger mit einem Preis von etwa 1,5 Mrd. US-Dollar nahegekommen wäre. Da aber bereits drei Träger der Nimitz-Klasse im Bau waren, wurde, auch wegen der steigenden Ölpreise, der Bau eines weiteren nuklear angetriebenen Trägers beschlossen.
1981 wurde der Träger auf seine neunte Einsatzreise geschickt. Die Mission führte sie das erste Mal durch den Sueskanal in den Indischen Ozean. Während der Reise war die John F. Kennedy Gastgeberin für den ersten Besuch eines somalischen Staatsoberhauptes an Bord eines Flugzeugträgers.
Wegen des sich anbahnenden Libanonkonflikts wurde sie 1983 vor die Küste von Beirut verlegt, um Präsenz zu zeigen. Der Träger verbrachte fast das ganze Jahr auf Patrouille im östlichen Mittelmeer.
1984 kam das Schiff zu einer erneuten Überholung ins Trockendock des Norfolk Naval Shipyard und wurde mit dringend erforderlichen Aufrüstungen versehen. Im Juli 1986 wieder im Dienst, nahm die John F. Kennedy als Flaggschiff der Armada an der International Naval Review teil. Im August führte der Kurs wieder ins Mittelmeer. Im März 1987 kehrte das Schiff schließlich wieder zurück in die Vereinigten Staaten.
Während des zwölften Übersee-Einsatzes im August 1988 kamen zwei libysche MiG-23 'Flogger E'-Jagdbomber der Formation bedrohlich nahe. F-14 Tomcats starteten, um die feindlichen Jets abzufangen. Obwohl die amerikanischen Kampfflugzeuge gestartet waren, um den beiden MiGs friedlichen Geleitschutz zu geben, bis diese sich vom Flottenverband entfernt hatten, entwickelte sich ein Luftkampf zwischen den amerikanischen und libyschen Jets, in dessen Verlauf die beiden MiGs abgeschossen wurden.

#### 1990er Jahre
Die John F. Kennedy kehrte rechtzeitig zu den Vereinigten Staaten zurück, um an der Fleet Week in New York City und den Feierlichkeiten zum amerikanischen Unabhängigkeitstag (4. Juli) in Boston teilzunehmen. Völlig unerwartet wurde sie im August 1990 zur Operation Desert Shield in Marsch gesetzt. Nahezu ohne Vorbereitungszeit traf sie im September 1990 im Einsatzgebiet ein und wurde Flaggschiff des Kommandanten der Red Sea Battle Force. Am 16. Januar 1991 startete der Carrier Wing 3 Angriffe auf irakische Militärkräfte als Teil der Operation Desert Storm. Zwischen Beginn der Operation und der Waffenstillstandserklärung wurden von ihrem Deck 114 Luftangriffe und fast 2.900 sonstige Einsätze gegen den Irak gestartet. 1800 Tonnen Bomben wurden dabei abgeworfen.

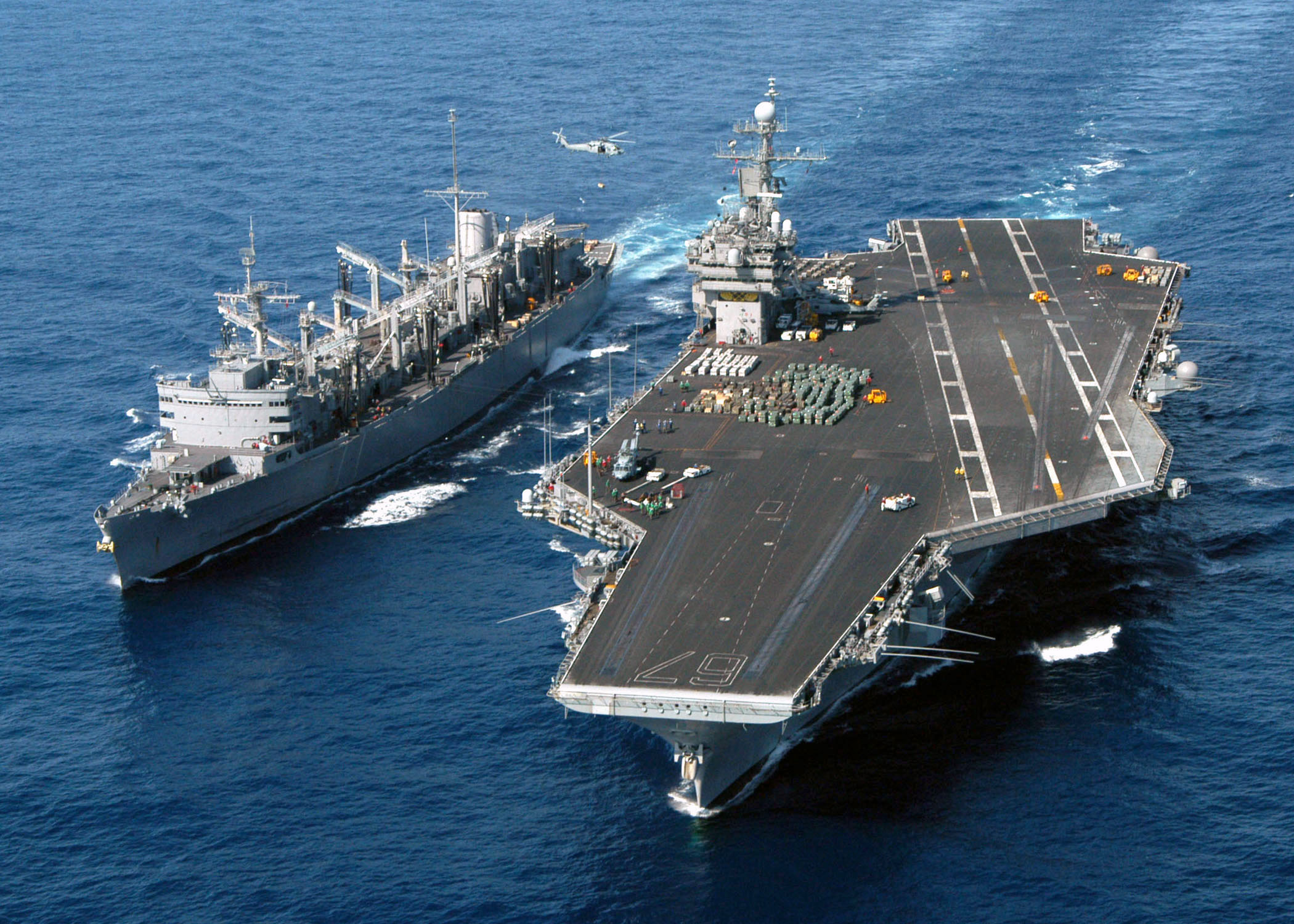
Die John F. Kennedy (CV-67) im April 2004 mit Fast Combat Support Ship Sacramento-Klasse (AOE)

Am 27. Februar 1991 erklärte Präsident George H. W. Bush einen Waffenstillstand im Irak und befahl allen amerikanischen Streitkräften sich zurückzuziehen. Die John F. Kennedy trat ihre Heimreise an und durchquerte dabei erneut den Suezkanal. Am 28. März 1991 erreichte sie Norfolk und wurde mit der größten Feierlichkeit für Kriegsheimkehrer seit dem Zweiten Weltkrieg empfangen. Über die folgenden vier Monate wurde das Schiff in Norfolk am Flugdeck, den Versorgungs- und Maschinensystemen repariert. Zusätzlich wurde das Schiff für die Aufnahme der neuen F/A-18 Hornet umgerüstet.
Als die Umbauten abgeschlossen waren, lief der Flugzeugträger zu seiner 14. Einsatzfahrt ins Mittelmeer aus. Er unterstützte dort Kräfte bei der bevorstehenden Intervention in Jugoslawien. Als das Schiff schließlich in die USA zurückkehrte, wurde es zu einer zweijährigen Überholung ins Philadelphia Naval Shipyard gelegt. Nach den Umbauten wurde das Schiff zur Mayport Naval Station nahe Jacksonville, Florida überführt – dem neuen Heimathafen.
Die 15. Einsatzfahrt führte sie wiederum ins Mittelmeer. Sie kehrte rechtzeitig zur Fleet Week ’98 New York zurück.
Während der 16. Einsatzfahrt kam sie Mitte September 1999 dem Schlepper Gulf Majesty zu Hilfe, der während des Hurrikans Floyd sank, und rettete die Mannschaft. Der Einsatz führte den Träger dann wieder in den Nahen Osten, wo sie als erstes amerikanisches Kriegsschiff in einen jordanischen Hafen einlief und den König von Jordanien an Bord begrüßen durfte. Danach nahm sie ihre Aufgabe als Unterstützung der Operation Southern Watch auf. Während dieses Einsatzes stellten Flugzeuge der John F. Kennedy einen neuen Genauigkeitsrekord für Bombardements auf.

#### 21. Jahrhundert

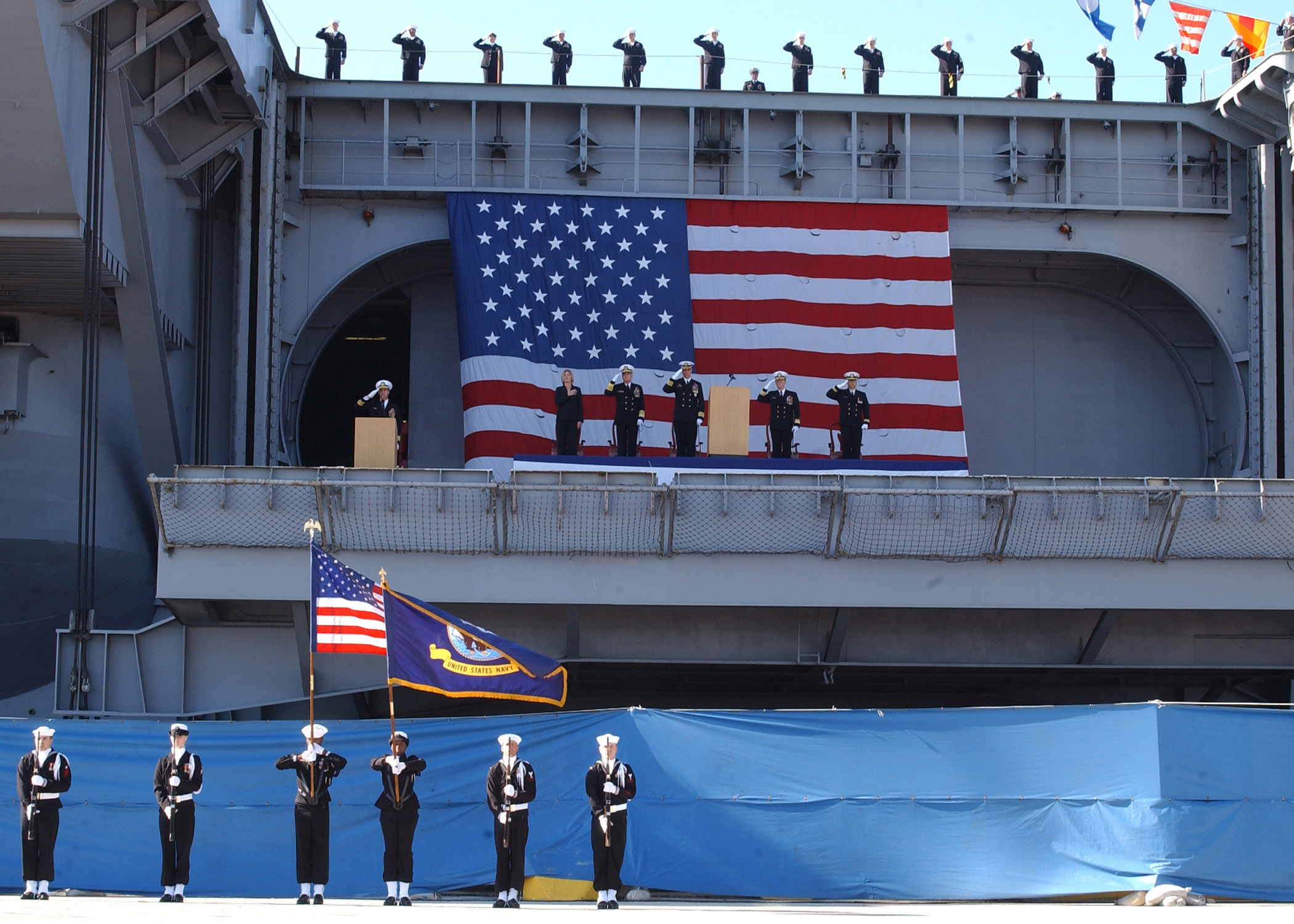
Die Ausmusterungszeremonie für die John F. Kennedy fand am 23. März 2007 statt.

Die John F. Kennedy war der einzige Träger, der Silvester 1999 auf den Weltmeeren unterwegs war, und wurde deswegen spaßeshalber als „Carrier of the New Millennium“ („Träger des neuen Jahrtausends“) bezeichnet. Sie erreichte Mayport am 19. März 2000. Nach einem kurzen Wartungsaufenthalt nahm das Schiff Kurs nach Norden, um an der International Naval Review am 4. Juli teilzunehmen. Danach ging es weiter nach Boston zur Sail Boston 2000.
Während der letzten Nachrüstung wurde das Schiff mit einem experimentellen System ausgestattet, das es erlaubt, Ziele unter Beschuss zu nehmen, die sich noch nicht in Reichweite befinden.
Im Jahr 2001 wurden in einer Einsatz-Vorprüfung die militärischen Fähigkeiten der John F. Kennedy als unzulänglich eingestuft. Während der Prüfung waren zwei Katapulte sowie drei Flugzeug-Aufzüge nicht funktionstüchtig, und zwei Kessel konnten nicht befeuert werden. Deshalb konnte die Kennedy nicht wie geplant in den Persischen Golf verlegt werden; der Kommandant wurde seines Kommandos enthoben.
Vom Februar bis Juni 2002 warfen Flugzeuge der Kennedy mehr als 32 Tonnen Bombenmaterial (29 t) auf „Taliban- und al-Qaida-Ziele“ ab.
Am 1. April 2005 gab die Navy offiziell bekannt, dass eine geplante und bereits budgetierte 15-monatige Überholung nicht mehr stattfinden werde. Im Februar 2006 wurde dem Flugdeck die Zertifizierung entzogen, da Probleme mit den Bremszylindern der Fangseile auftraten. Am 23. März 2007 fand in Mayport die Außerdienststellungszeremonie für die John F. Kennedy statt. Da das Schiff nicht durch einen neuen Flugzeugträger ersetzt wurde, bedeutete dies, die Trägerflotte von zwölf auf elf aktive Einheiten zu reduzieren. Ursprünglich sollte die John F. Kennedy bis circa 2018 in Dienst gehalten werden.
Im Juli 2007 wurde das Schiff nach Hampton Roads geschleppt. Im August sollte sie in der Navy Inactive Ship Maintenance Facility in Philadelphia festgemacht werden. Da jedoch das Wasser am dortigen Pier nicht tief genug war, verblieb sie bis März 2008 in Hampton Roads, bis in Philadelphia die nötige Tiefe geschaffen worden war. Dort wurde sie bis zum Zugang der George H. W. Bush als Reserve bereitgehalten. Am 23. November 2009 gab die Navy bekannt, dass sie das Schiff als Museumsschiff stiften wolle, wenn sich ein Betreiber für das Museum findet. Es gab Bestrebungen, die John F. Kennedy nach Florida zu holen.
Im Herbst 2021 wurden die John F. Kennedy und die Kitty Hawk für jeweils einen US-Cent zur Verschrottung an International Shipbreaking Limited, eine Abwrackwerft in Brownsville, verkauft. Am 16. Januar 2025 begann der Schlepp von der Philadelphia Naval Shipyard zur Abwrackwerft.